# Peggy-Sue Emmler
Peggy-Sue Emmler (* 24. Mai 1991 in Berlin) ist eine deutsche Synchronsprecherin und Dialogbuchautorin.

## Leben
Emmler hatte im Jahr 2003 ihr Debüt als Synchronsprecherin in der Rolle der „Kaoru Hanano“ in der japanischen Zeichentrick-Serie Crush Gear Turbo. Die Aufnahmen entstanden im ehemaligen Berliner Synchronstudio MME unter der Regie von Wolfgang Ziffer.
2008 und 2009 wirkte sie im Rahmen der von TUSCH produzierten Bühnenwerke mit und spielte im Maxim Gorki Theater, Theater an der Parkaue, und an der Schaubude Berlin u. a. die Rolle der „Sylvie“ in Ganze Tage, ganze Nächte (französisch Chronique des jours entiers, des nuits entières), ein Theaterstück von Xavier Durringer.
Zwischen 2017 und 2021 studierte sie an der Filmuniversität Babelsberg Konrad Wolf.
Emmler ist seither als Synchronsprecherin in verschiedenen Real- und Zeichentrick-Produktionen zu hören.
Seit 2023 ist sie als Dialogbuchautorin tätig. Sie war u. a. an der deutschen Adaption der Anime-Serie Future Boy Conan von Hayao Miyazaki beteiligt.

## Sprechrollen (Auswahl)
- Crush Gear Turbo als Kaoru Hanano
- The Dangers in my Heart als Anna Yamada
- Familienanhang als M'Dear (jung)
- Kaguya-Sama: Love is War als Kobachi Osaragi
- Letterkenny als Mary-Anne
- Bad Signal: The Series als Kiara
- The Sex Lives of College Girls als Jo
- More Than a Married Couple, But Not Lovers als Natsumi Oohashi
- The Café Terrace and Its Goddesses als Akane Hooji
- Tsukimichi: Moonlit Fantasy als Ema
- Ich und die Walter Boys als Kiley
- Shangri-La Frontier als Mia
- One Cut of the Dead als Saki Matsuura